# Dimitrowgrad (Bulgarien)

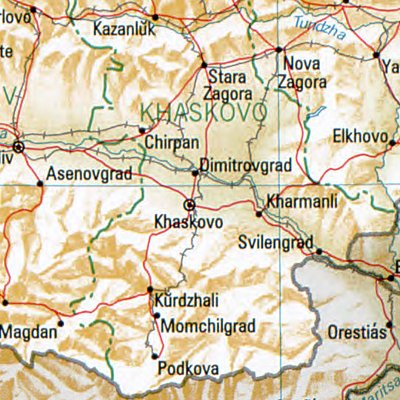
Dimitrowgrad in Bulgarien

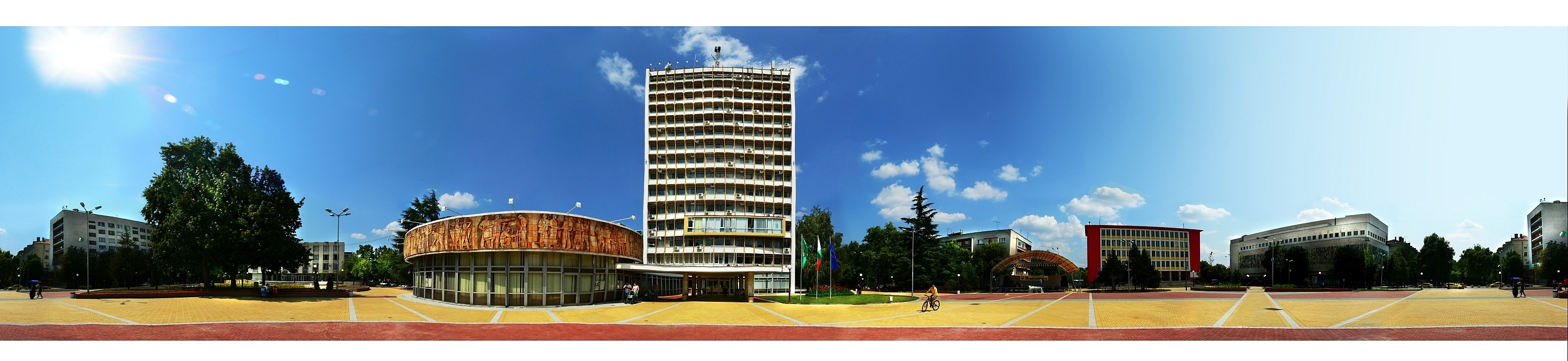
Dimitrowgrad, Bulgarien

Dimitrowgrad [diˈmitrovˌɡrat] (bulgarisch Димитровград) ist eine Stadt in der südbulgarischen Oblast Chaskowo. Sie ist das administrative und regionale Handels-, Industrie- und Transportzentrum der Gemeinde Dimitrowgrad.
Dimitrowgrad liegt am Fluss Mariza in der thrakischen Tiefebene. Mit Stand 31. Dezember 2022 hatte die Stadt 31.187 Einwohner. Sie ist die zweitgrößte Stadt in dem Landkreis (nach Chaskowo) und die drittgrößte Stadt in Bulgarien, die nicht Hauptstadt eines Landkreises ist.
Dimitrowgrad ist eine junge Industriestadt. Sie wurde als erste sozialistische Stadt in Bulgarien konzipiert und ab 1947 in einem groß angelegten Infrastruktur- und Stadtplanungsprojekt umgesetzt. Benannt ist sie nach dem damaligen Premierminister und Führer der Kommunistischen Partei Georgi Dimitrow.

## Geographie
Dimitrowgrad ist 220 km von der bulgarischen Hauptstadt Sofia und 16 km von Haskovo entfernt. Der nächste bulgarische Hafen ist Burgas (215 km entfernt), der griechische Hafen Alexandropoulis an der Ägäis ist etwa 190 km entfernt. Zum nächsten Grenzübergang in Kapitan Andreewo sind es 80 km.
Die europäischen Transportkorridore 4, 8 und 9 verlaufen durch die Stadt. Dimitrowgrad ist einer der größten und wichtigsten Rangierbahnhöfe in Südbulgarien. Durch Dimitrowgrad gehen die Bahnlinien Sofia – Swilengrad und Ruse – Podkowa. In der Stadt gibt es ein Verkehrsterminal in Richtung Europa - Naher Osten.

## Nachbarorte
Nachbarorte von Dimitrowgrad sind: Assenowgrad, Tschirpan, Kasanlak, Stara Sagora, Nowa Sagora, Sliwen, Elchowo, Charmanli, Chaskowo, Swilengrad, Kardschali, Momtschilgrad, Orestias

## Geschichte
Dimitrowgrad wurde auf dem Gebiet der drei Dörfer Rakowski, Marino und Tschernokoniowo als sozialistische Modellstadt – wie z. B. auch Eisenhüttenstadt in der DDR oder Komsomolsk in der Sowjetunion – gegründet. Der Grundstein wurde am 10. Mai 1947 gelegt. Offiziell gegründet wurde Dimitrowgrad am 2. September 1947 durch ein Dekret des damaligen Premierministers und Führers der Kommunistischen Partei Georgi Dimitrow, nach dem die Stadt auch benannt ist. In den Jahren 1948–50 wurde dann durch Jugendbrigaden aus dem ganzen Land, die insgesamt 50.000 Leute zählten, eine ganz neue Stadt aus dem Boden gestampft.

### Einwohnerentwicklung
| Jahr      | 1946  | 1956   | 1985   | 1992   | 2001   | 2005   | 2016   |
| --------- | ----- | ------ | ------ | ------ | ------ | ------ | ------ |
| Einwohner | 9.981 | 34.162 | 53.955 | 50.977 | 45.918 | 42.529 | 35.504 |

## Wirtschaft
Dimitrowgrad hat Bedeutung als Standort für die Chemieindustrie, den Maschinenbau, die Nahrungsmittel-, Baustoff- und Textilindustrie. Außerdem gibt es dort mehrere Kraftwerke. In Dimitrowgrad liegt ferner die Zentrale des Musik- und Medienunternehmens Payner, das als größtes Musiklabel Bulgariens gilt, mehrere Fernsehsender betreibt und in der Entwicklung des Chalga-Musikstils konstitutiv war.

## Städtepartnerschaften
Dimitrowgrad unterhält Städtepartnerschaften oder freundschaftliche Beziehungen zu
- Dimitrowgrad, Russland
- Eisenhüttenstadt, Deutschland
- Grosseto, Italien
- Kazincbarcika, Ungarn
- Nowa Huta, Polen
- Darchan, Mongolei
- Blida, Algerien
- Kalamaria, Griechenland
- Jiaojan, Volksrepublik China

## Söhne und Töchter der Stadt
- Wassil Gjuselew (* 1936), Historiker, geboren im Dorf Rakowski
- Weschdi Raschidow (* 1951), Bildhauer und Politiker
- Rumen Radew (* 1963), General, Präsident des Landes
- Mitko Trendafilow (* 1969), Fußballspieler
- Elin Topusakow (* 1977), Fußballspieler